# Lijst van ijshockeyclubs
Dit is een alfabetische lijst van ijshockeyclubs. 

## A
- Adler Mannheim
- AIK IF
- Ak Bars Kazan
- Akademik Sofia
- Amsterdam Tigers
- Anaheim Ducks
- Arystan Temirtau
- Ässät
- Augsburger Panther
- Avangard Omsk

## B
- Barys Astana
- Belfast Giants
- Berani Zlín
- Bietigheim-Bissingen
- Boston Bruins
- Buffalo Sabres
- Bulldogs Luik
- Brynäs IF

## C
- Calgary Flames
- Carolina Hurricanes
- Chicago Blackhawks
- Chiefs Leuven
- Colorado Avalanche
- Columbus Blue Jackets
- CSKA Moskou

## D
- Dallas Stars
- Davos
- Detroit Red Wings
- Diables Rouges de Briançon
- Dinamo Minsk
- Dinamo Moskou
- Donbass Donetsk
- Dordrecht Lions
- Dragons Utrecht
- Düsseldorfer EG

## E
- Eaters Geleen
- Edmonton Oilers
- Eindhoven High Techs
- Eindhoven Kemphanen
- Eisbären Berlin
- Ertis Pavlodar
- Espoo Blues

## F
- Färjestad BK
- Fischtown Pinguins Bremerhaven
- Florida Panthers
- Fribourg-Gottéron
- Frölunda HC

## G
- GIJS Groningen
- Golden Sharks Mechelen
- Grizzlys Wolfsburg
- Gullegem Jets

## H
- Hannover Scorpions
- Haskey Hasselt
- HIFK Helsinki
- Hijs Hokij Den Haag
- HPK
- HV71
- HYC Herentals

## I
- Ilves
- Ingolstadt
- Iserlohn Roosters

## J
- Jokerit
- JYP

## K
- KAC
- KalPa
- Kärpät
- Kölner Haie
- Kometa Brno
- Krefeld Pinguine
- Krylja Sovetov Moskou

## L
- Lada Toljatti
- Las Vegas Wranglers
- Linköpings HC
- Leiden Lions
- Lokomotiv Jaroslavl
- Los Angeles Kings
- Lukko
- Luleå HF

## M
- Malmö Redhawks
- Metalloerg Magnitogorsk
- Minnesota Wild
- Modo Hockey
- Montreal Canadiens

## N
- Nashville Predators
- New Jersey Devils
- New York Islanders
- New York Rangers
- Nijmegen Devils
- Nottingham Panthers
- Nürnberg Ice Tigers

## O
- Olomouc
- Olympia Heist-op-den-Berg
- Ottawa Senators

## P
- Pelicans
- Phantoms Deurne
- Philadelphia Flyers
- Pittsburgh Penguins
- Preussen 1855 Krefeld

## R
- Red Bull München
- Red Eagles

## S
- SaiPa
- Salavat Joelajev Oefa
- San Jose Sharks
- Schwenninger Wild Wings
- Seattle Kraken
- Sint-Petersburg
- Škoda Pilsen
- Slavia Praag
- SønderjyskE Ishockey
- Sparta Praag
- Spartak Moskou
- St. Louis Blues
- Straubing Tigers

## T
- Tampa Bay Lightning
- Tappara
- Tilburg Trappers
- Torpedo Nizjni Novgorod
- Toronto Maple Leafs
- TPS Turku
- Traktor Tsjeljabinsk
- TWK Innsbruck

## U
- UNIS Flyers

## V
- Vancouver Canucks
- Vegas Golden Knights
- Vítkovice Ridera

## W
- Washington Capitals
- Winnipeg Jets

## Z
- Zoetermeer Panters